# 林俊言 (檢察官)
林俊言，中華民國檢察官，任職於臺灣臺北地方檢察署。
國立政治大學法律研究所碩士，司法官訓練所第46期結業。曾任雲林地檢署、台中地檢署檢察官。2012年獲法務部派至日本早稻田大学進修1年，研究收容人權利與救濟。2014年因參與偵辦劣質油品案，在台中地檢署服務期間獲時任法務部長羅瑩雪頒發法務部三等功績獎章。2020年4月，調最高檢察署辦事檢察官。2023年8月29日歸建臺北地檢署檢肅黑金專組。後來又參與偵辦京華城案。
2025年，中共中央臺灣工作辦公室公布首批「台獨打手」名單，首度出現3名北檢檢察官，其中就包含林俊言。